# Altstadt (Hamburg)
Altstadt Hamburg är en av Hamburgs mest centrala stadsdelar. Här finns Hamburgs mest kända byggnad Hamburgs rådhus, affärsgatorna Mönckebergstraße och Spitalerstraße. Vidare finns affärsgallerian Europa Passage, Hamburger Kunsthalle, Deichtorhallen, Sankt Peterskyrkan, Bucerius Kunst Forum, Rathausmarkthof och de kända husen vid Nikolaifleet och på historiska gatan Deichstrasse.

## Historia
Redan 1240 började man bygga vallanläggningen kring Altstadt.

## Kommunikationer
Stadsdelen trafikeras av samtliga tunnelbanelinjer på Hamburg Hauptbahnhof och linje U3  på stationerna Mönckebergstraße station, Rathaus station och Rödingsmarkt station. På linje U1 återfinns Messberg station och Steinstraße station i Altstadt.

## Bilder

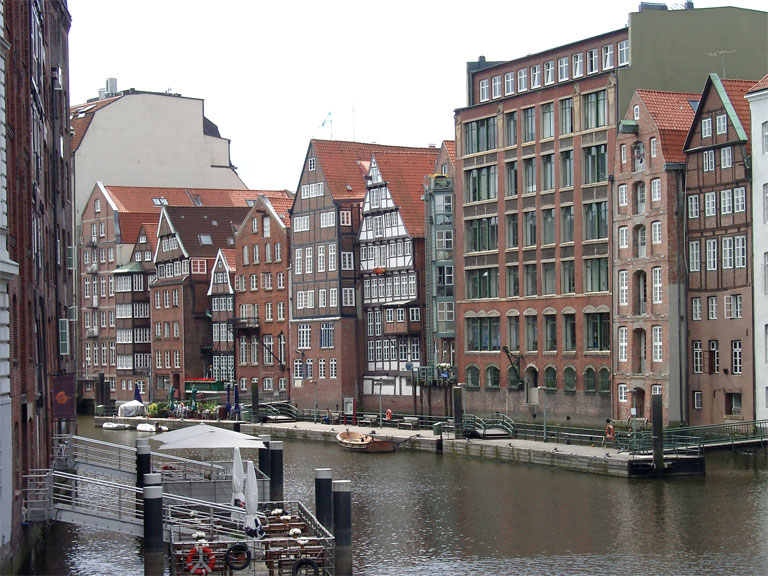
Nikolaifleet
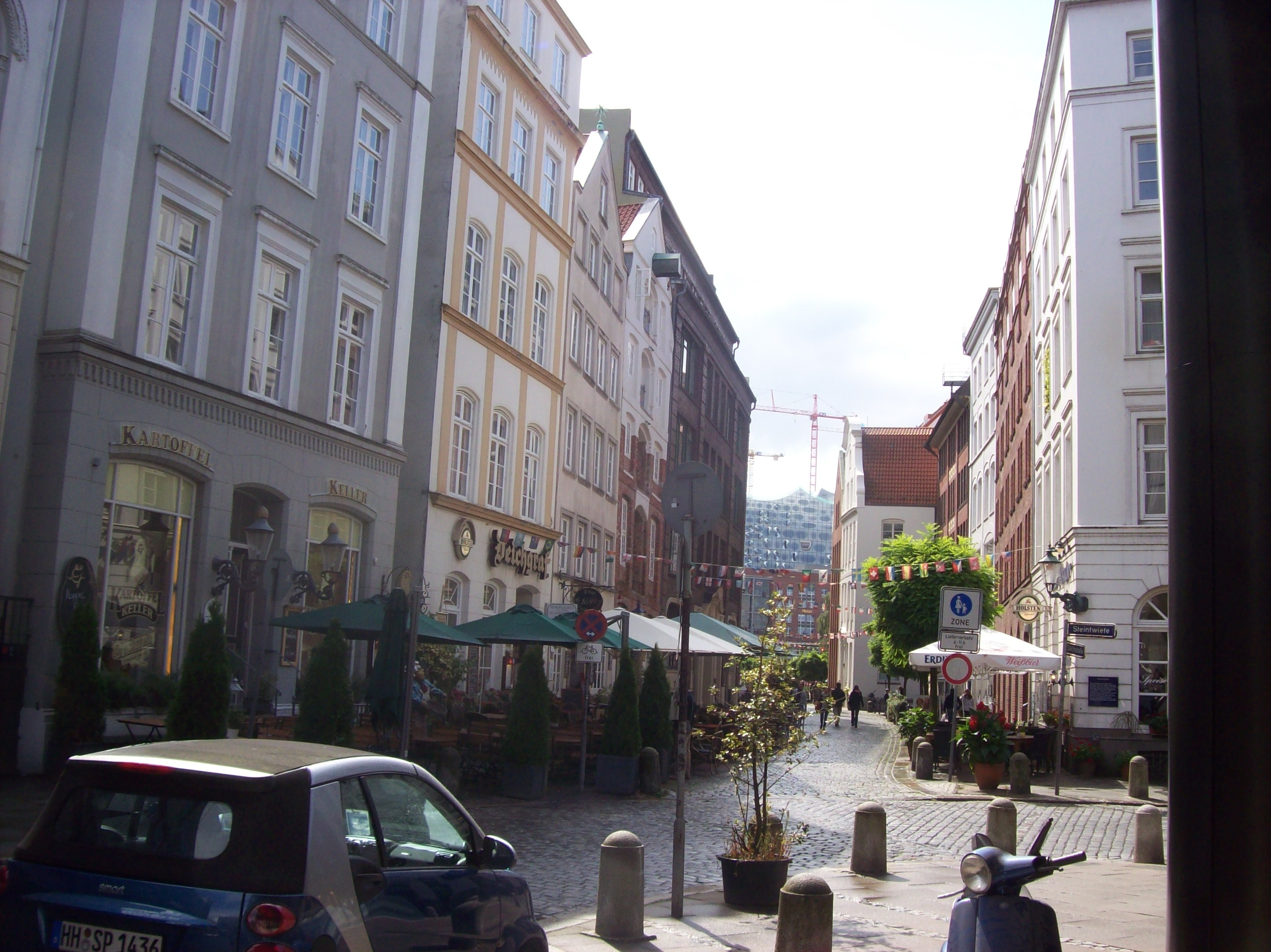
Deichstrasse
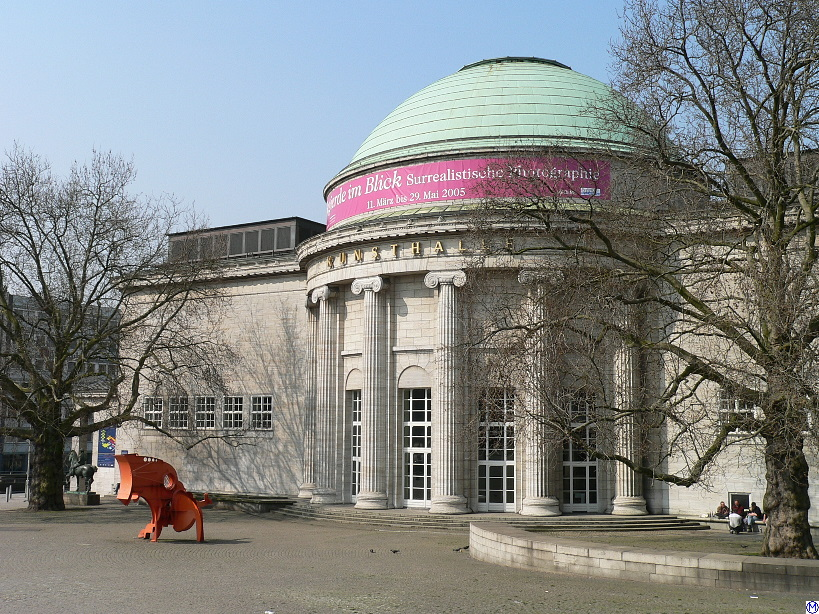
Hamburger Kunsthalle
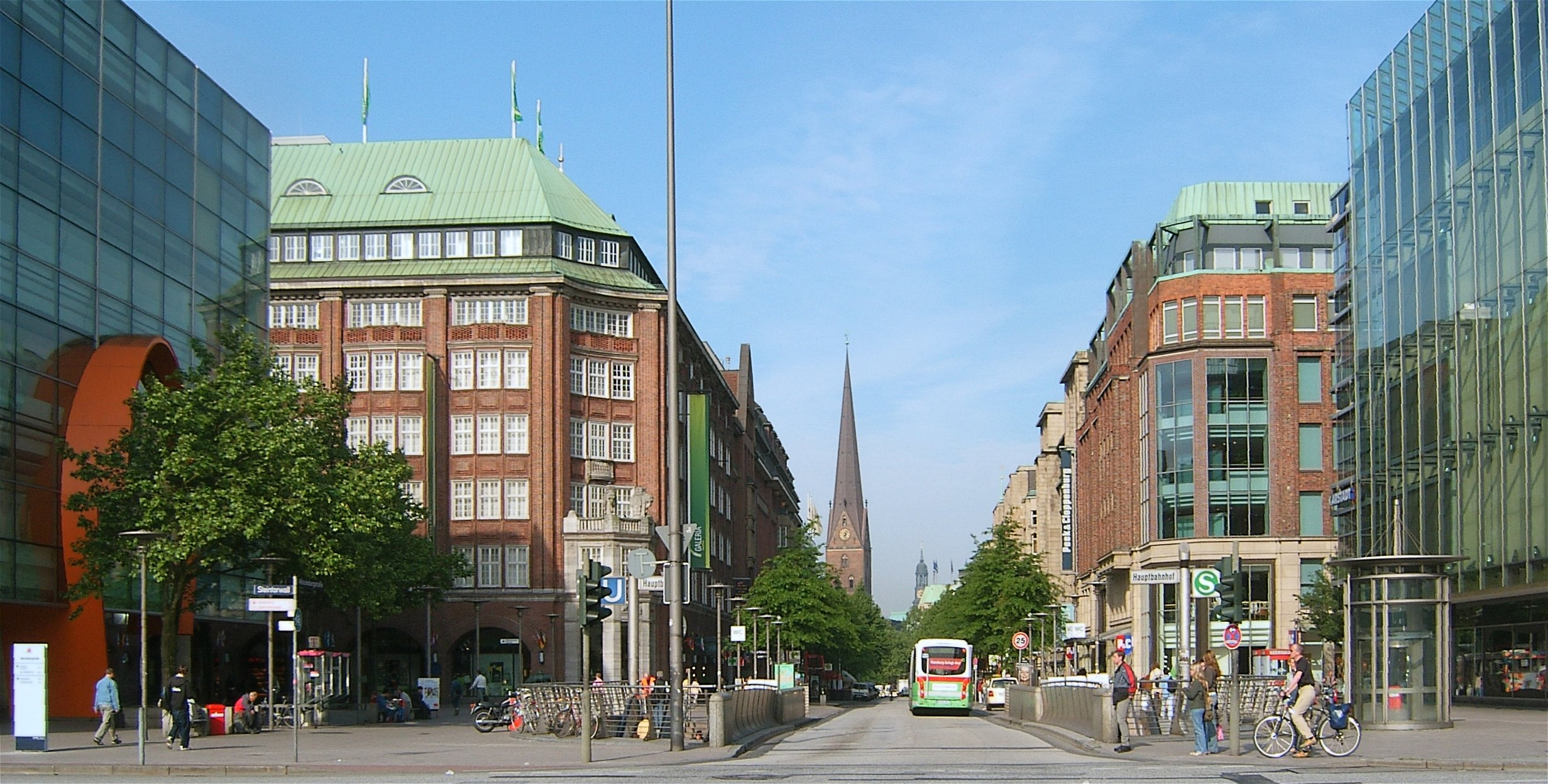
Mönckebergstrasse
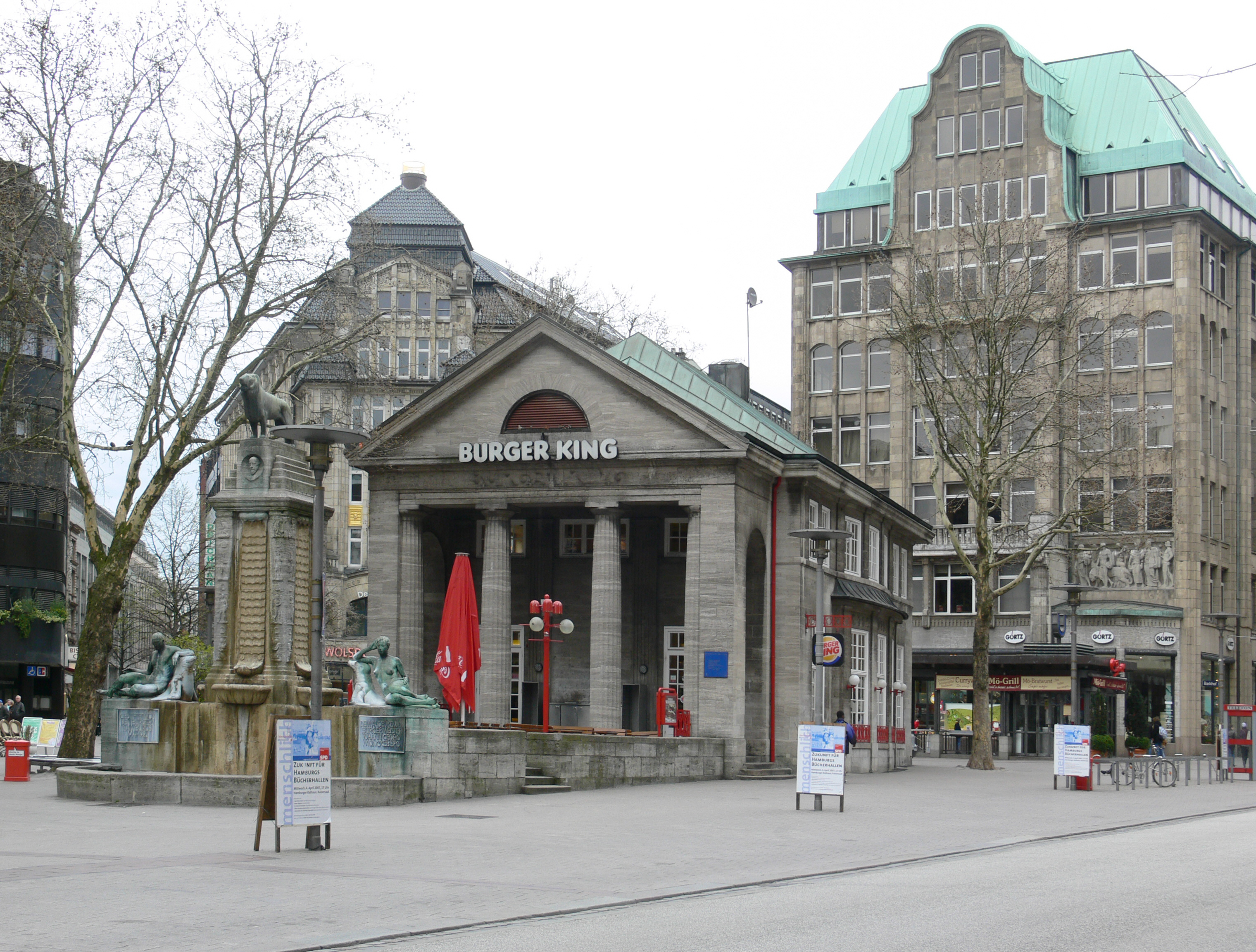
Korsningen Mönckebergstrasse / Spitalerstrasse
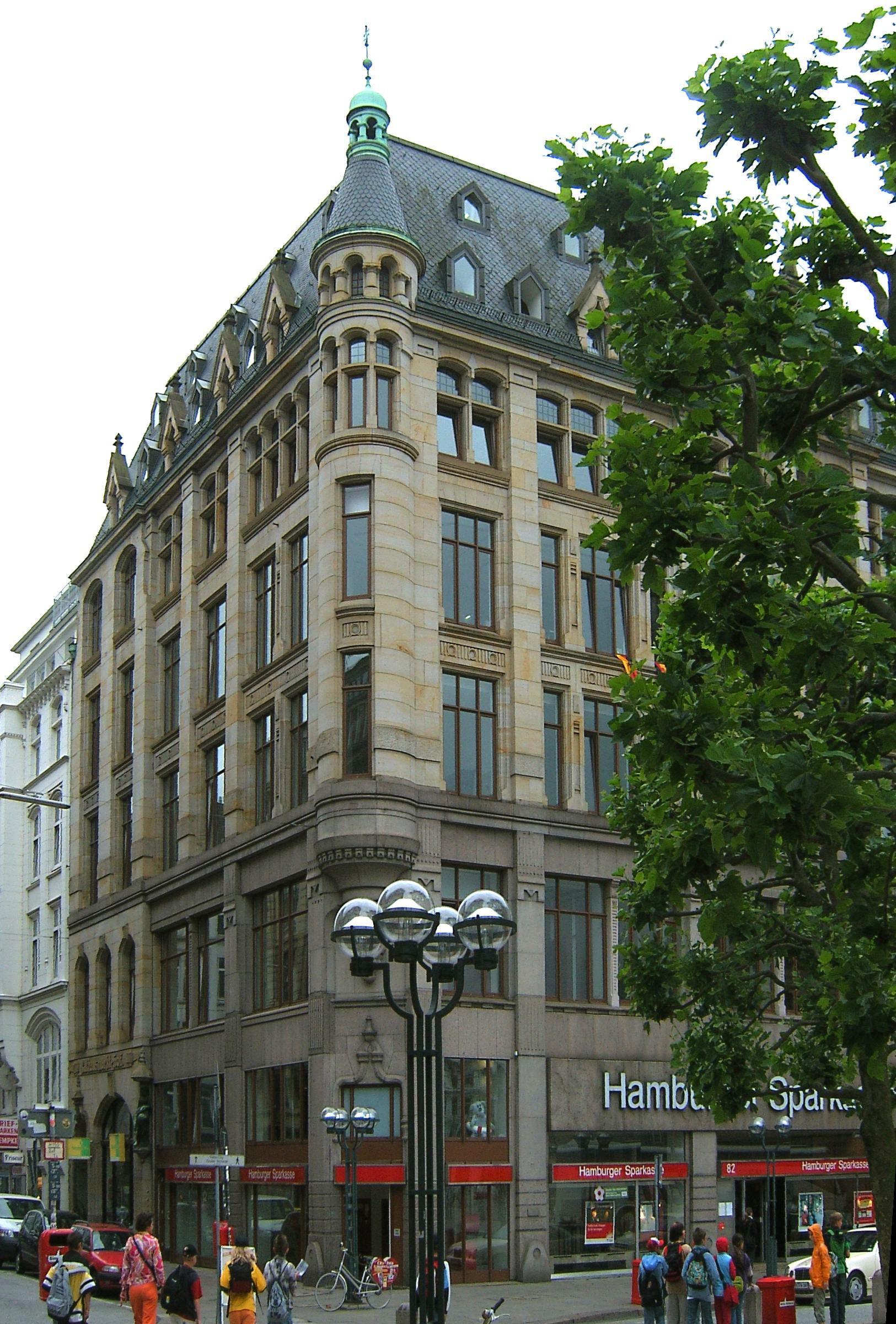
Rathausmarkthof